# Ехульве
Ехульве (ісп. Ejulve) — муніципалітет в Іспанії, у складі автономної спільноти Арагон, у провінції Теруель. Населення — 198 осіб (2010).
Муніципалітет розташований на відстані близько 270 км на схід від Мадрида, 65 км на північний схід від міста Теруель.

## Демографія
Динаміка населення (INE ):